# Хвороба Закса
«Хвороба Закса» (фр. La maladie de Sachs) — французький фільм-драма, поставлений у 1999 році режисером Мішелем Девілем за романом французького письменника алжирського походження Мартіна Вінклера, що був опублікований 1998 року.

## Синопсис
Доктор Бруно Закс (Альберт Дюпонтель) дуже популярний серед жителів одного провінційного містечка. Нещодавно Закс відкрив тут свою приватну клініку, і тепер усе населення містечка звертається до нього не лише за медичною допомогою. Багато людей приходять до лікаря, щоб просто поговорити про життя, поділитися своїми проблемами. Найбільше жителів містечка цікавить особисте життя неодруженого Закса. У якийсь момент пильні сусіди починають часто бачити автомобіль молодої місцевої редакторки Поліни (Валері Древіль), припаркований поряд з будинком доктора…

## В ролях
| Альбер Дюпонтель | ···· | Бруно Закс                     |
| Валері Древіль   | ···· | Поліна Кассер                  |
| Домінік Реймон   | ···· | мадам Леблан, секретарка Закса |
| Сесіль Арно      | ···· | Сусід мадам Байї               |
| Етьєн Б'єррі     | ···· | мосьє Ренар                    |
| Катрін Буагонтьє | ···· | жінка, яка втратила брата      |
| Наталі Бутфо     | ···· | Вівіан, офіціантка             |
| Жан-Клод Борбо   | ···· | чоловік з інфарктом            |
| Дельфін Брімбе́ф  | ···· | вагітна дівчина                |
| Крістін Брюше    | ···· | мати Енні                      |
| Валері Чоу       | ···· | мадам Байї                     |
| Жанна Віктор     | ···· | Енні                           |

## Визнання
| Нагороди та номінації фільму «Хвороба Закса» | Нагороди та номінації фільму «Хвороба Закса»                            | Нагороди та номінації фільму «Хвороба Закса»                            | Нагороди та номінації фільму «Хвороба Закса»                            | Нагороди та номінації фільму «Хвороба Закса» | Нагороди та номінації фільму «Хвороба Закса» |
| Рік                                          | Нагорода                                                                | Категорія                                                               | Номінант                                                                | Результат                                    |                                              |
| -------------------------------------------- | ----------------------------------------------------------------------- | ----------------------------------------------------------------------- | ----------------------------------------------------------------------- | -------------------------------------------- | -------------------------------------------- |
| 1999                                         | Чиказький міжнародний кінофестиваль                                     | Золотий Х'юго за найкращий фільм                                        | Хвороба Закса                                                           | Перемога                                     |                                              |
| 1999                                         | Кінофестиваль в Сан-Себастьяні                                          | Золота мушля                                                            | Мішель Девіль                                                           | Номінація                                    |                                              |
| 1999                                         | Кінофестиваль в Сан-Себастьяні                                          | Срібна мушля за найкращу режисуру                                       | Мішель Девіль                                                           | Перемога                                     |                                              |
| 1999                                         | Кінофестиваль в Сан-Себастьяні                                          | Найкращий сценарій                                                      | Мішель Девіль, Розалінда Девіль                                         | Перемога                                     |                                              |
| 1999                                         | Кінофестиваль в Сан-Себастьяні                                          | Приз Солідарності                                                       | Мішель Девіль                                                           | Перемога                                     |                                              |
| 2000                                         | Премія «Сезар»                                                          | Найкраща режисерська робота                                             | Мішель Девіль                                                           | Номінація                                    |                                              |
| 2000                                         | Премія «Сезар»                                                          | Найкращий актор                                                         | Альбер Дюпонтель                                                        | Номінація                                    |                                              |
| 2000                                         | Премія «Сезар»                                                          | Найкращий оригінальний або адаптований сценарій                         | Мішель Девіль                                                           | Номінація                                    |                                              |
| 2000                                         | Приз Французького синдикату кінокритиків за найкращий французький фільм | Приз Французького синдикату кінокритиків за найкращий французький фільм | Приз Французького синдикату кінокритиків за найкращий французький фільм | Перемога                                     |                                              |